# 拉珀蒂特皮埃尔
拉珀蒂特皮埃尔（法語：La Petite-Pierre，法語發音：[la pətit pjɛʁ]；莱茵法兰克语：Lítzelstain）是法国下莱茵省的一个市镇，属于萨韦尔讷区。

## 地理
拉珀蒂特皮埃尔（48°51'38"N, 7°19'12"E）面积19.57 平方千米，位于法国大東部大區下莱茵省，该省份为法国大陆部分最东部的省份，是阿尔萨斯的一部分，今与上莱茵省组成了阿尔萨斯欧洲集体，其南至上莱茵省，西南接孚日省和默尔特-摩泽尔省，西接摩泽尔省，北与德国接壤，东侧沿莱茵河与德国相望。
与拉珀蒂特皮埃尔接壤的市镇（或旧市镇、城区）包括：埃尔卡尔特斯维莱、埃什堡、因斯堡、洛尔、讷维莱尔-莱萨韦尔讷、佩泰尔斯巴克、斯帕尔斯巴克、斯特吕、齐泰尔桑。
拉珀蒂特皮埃尔的时区为UTC+01:00、UTC+02:00（夏令时）。

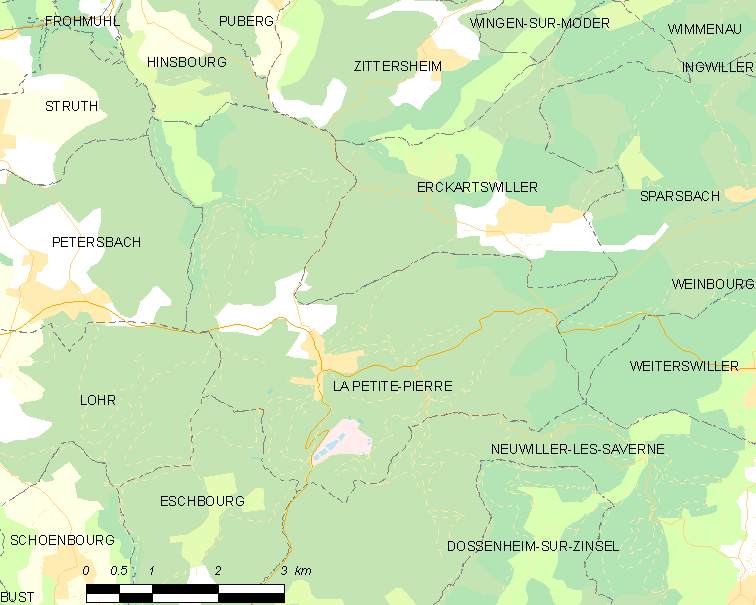
拉珀蒂特皮埃尔的OSM定位图

## 行政
拉珀蒂特皮埃尔的邮政编码为67290，INSEE市镇编码为67371。

## 政治
拉珀蒂特皮埃尔所属的省级选区为英维莱尔县。

## 人口

1962-2008年间拉珀蒂特皮埃尔人口变化图示

拉珀蒂特皮埃尔于2022年1月1日时的人口数量为599人。